# Andrena antoinei
Andrena antoinei es una especie extinta de abeja de la familia Andrenidae, descrita con base en un solo fósil encontrado en el Oligoceno tardío, en un lago de lo que es hoy Francia. Existía en un clima semiárido.

## Historia y clasificación
A. antoinei ha sido descrito con base en un solo fósil que es un fósil par de compresión-impresión, conservado en capas sedimentarias de roca blanda. Fue encontrado junto con otros insectos fósiles bien preservados en capas del Oligoceno tardío lacustre, en rocas que pertenecen a los sedimentos "calcáreos de Calavon". El material estaba expuesto a lo largo de las laderas del macizo de Luberon, cerca de Céreste al sur de Francia. Los sedimentos eran un antiguo lago que se consideraba que tenía 30 millones de años de antigüedad del Rupeliense. Los estudios más recientes indican que era del Oligoceno tardío. La paleoflora conservada en el shale sugiere que el lago estaba rodeado de un bosque mezclado mesofítico. Los ejemplares de familias de Apoidea son escasos y no muy diversos en la formación. Los más comunes son los del género Apis.
A. antoinei es una de cuatro abejas descritas por Dehon y su equipo en un artículo de PLOS ONE. Las otras especies son: Bombus cerdanyensis, Euglossopteryx biesmeijeri y Protohabropoda pauli.

## Descripción
El fósil A. antoinei es un macho preservado con una vista dorsal del cuerpo, la cabeza inclinada hacia arriba mostrando la cara, las antenas están hacia los lados de la cabeza y las alas también están estiradas desde los lados del cuerpo. La cabeza mide 2,56 mm, el mesosoma es de 2,9 mm y la porción que se conserva del metasoma es de 4,47 mm de longitud, aunque solo dos segmentos basales están conservados. La cabeza y el cuerpo tienen una coloración que es una mezcla de tonos negros, amarillos y castaños. Los tonos castaños están preservados en las venas de las alas, antenas y metasoma; los negros en el mesosoma, el extremo del metasoma y la mayor parte de la cabeza. La cabeza presenta color amarillo en el clípeo. Las antenas no están totalmente preservadas así que no se puede determinar el número de segmentos. La derecha tiene siete y la izquierda, seis. El ala delantera, de 5,94 mm, tiene una célula marginal y tres células debajo, llamadas submarginales. La célula marginal se afina desde la base hacia el extremo apical, que es redondeado. Las células submarginales segunda y tercera juntas son un poco más cortas que la primera célula submarginal, que es la más larga de las tres.